# Castillo de la Luz
A Castillo de la Luz (spanyol nevének jelentése: „fényvár” vagy „a fény vára”) a Spanyolországhoz tartozó Kanári-szigetek Las Palmas tartományának legrégebbi erődítménye.

## Története
A 15. század végén épült Alonso de Fajardo kormányzó rendelkezése alapján, majd első éveiben a város egyetlen védőlétesítménye volt. Eredetileg egy korallzátonyon állt, egyfajta kis szigetként, de ma már a szárazföld része. Legrégebbi része egy kis torony, amelyhez nem sokkal később építették hozzá a többi részt, elnyerve így a mai négyzetes alaprajzát. Eredetileg (majd később mintegy öt évszázadon át) a kis torony és a külső falak közti rész földdel volt feltöltve, hogy így növeljék a tüzérség elleni védelmi képességét.
Az évek során olyan kalózok és hajóskapitányok seregének ostromát is visszaverte, mint például Francis Drake vagy a holland Pieter van der Does – igaz, a támadások alatt fosztogatások áldozatává is vált és tűz is pusztított benne.
1941-ben történelmi-művészeti műemlékké nyilvánították, és bár egészen a 20. századig nagyrészt megőrizte eredeti formáját, nagyon elhanyagolttá és romossá vált, ezért 1969-ben újjáépítették. A felújított vár a Martín Chirino Művészeti és Gondolati Alapítvány (Fundación de Arte y Pensamiento Martín Chirino) székhelyeként működik.

## Leírás
A vár a Kanári-szigetekhez tartozó Gran Canaria sziget északkeleti részén, Las Palmas városának La Isleta nevű városrészében található, a La Isleta-félsziget déli részén, közvetlenül a város kikötője mellett. Alaprajza közel négyzet, de nyugati, keleti és északi sarkain egy-egy kör alaprajzú torony türemkedik ki belőle. Tömör kőfalain csak nagyon kevés nyílás található, a félköríves bejárati kapu az északi oldalon helyezkedik el. Ma kiállítóhelyként működik, többek között itt található Martín Chirino helyi szobrászművész 25 fontos alkotása is.

## Képek

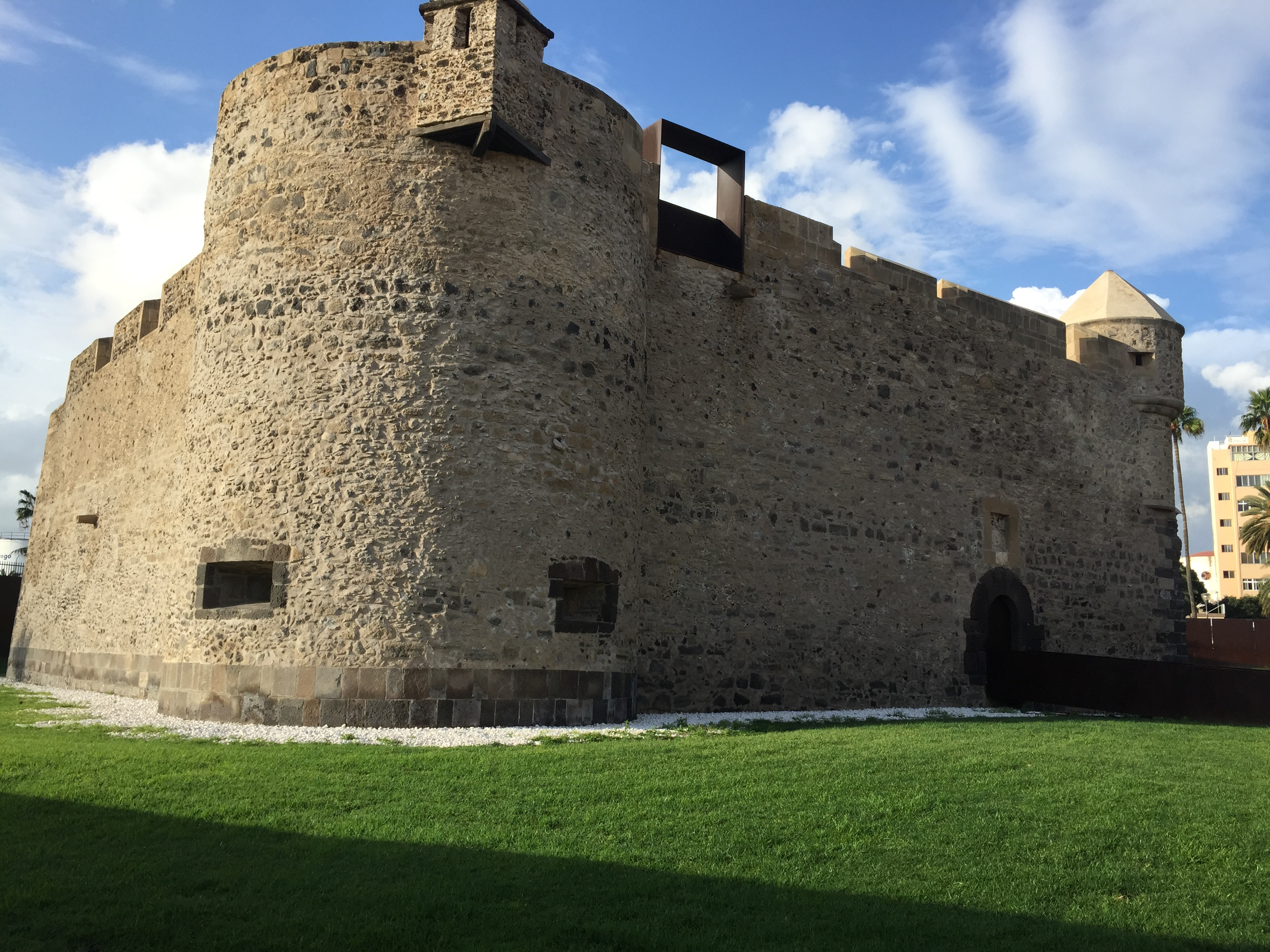
A vár
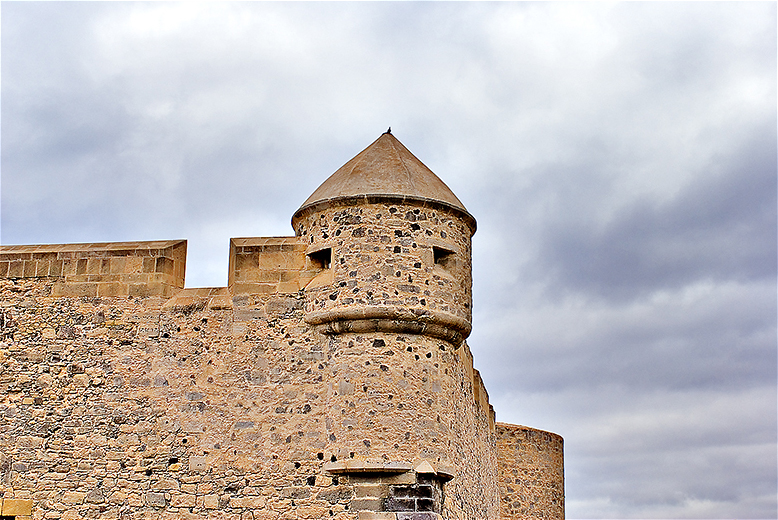
Részlet
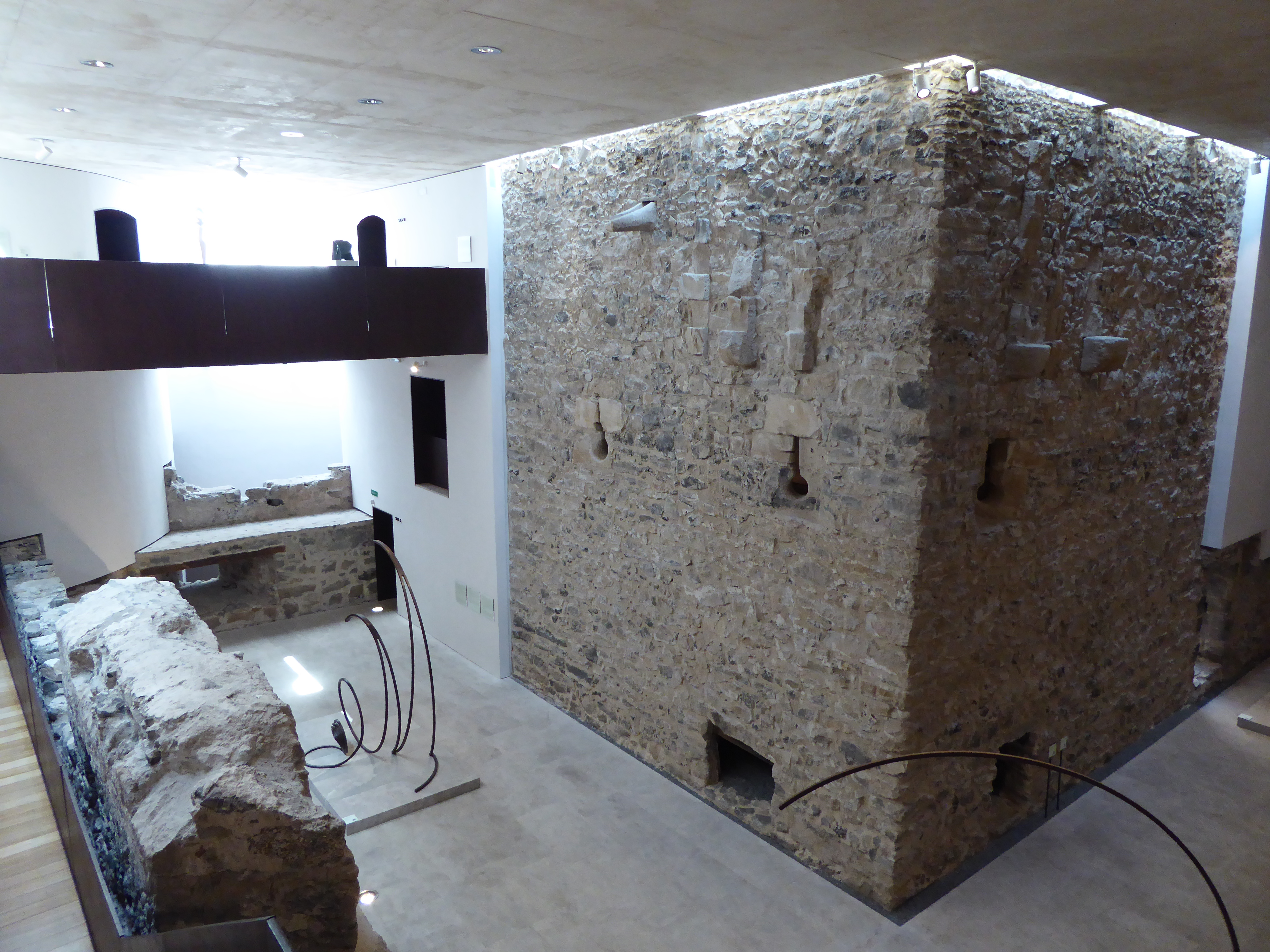
Belső részlet
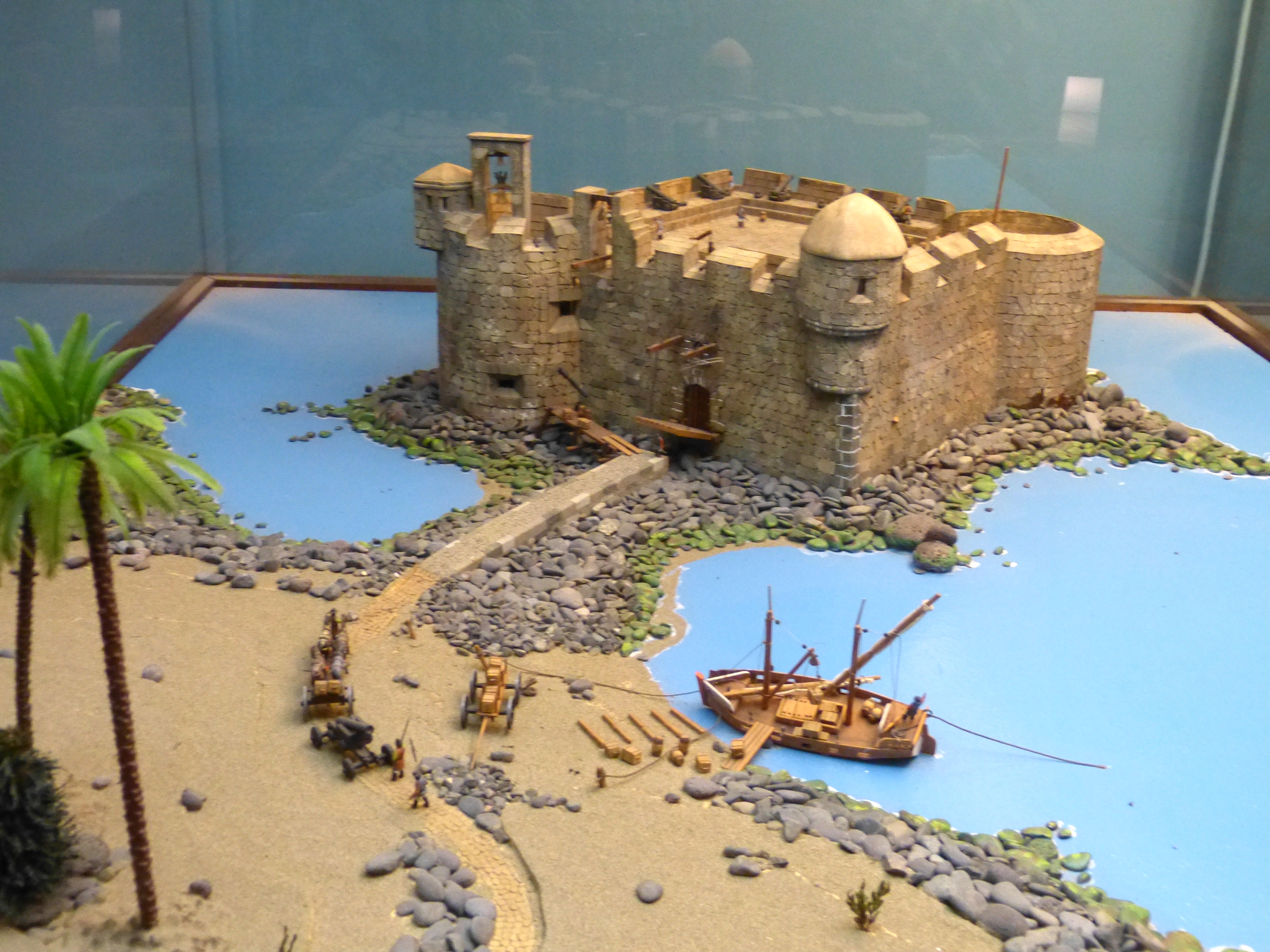
A vár makettje egy múzeumban
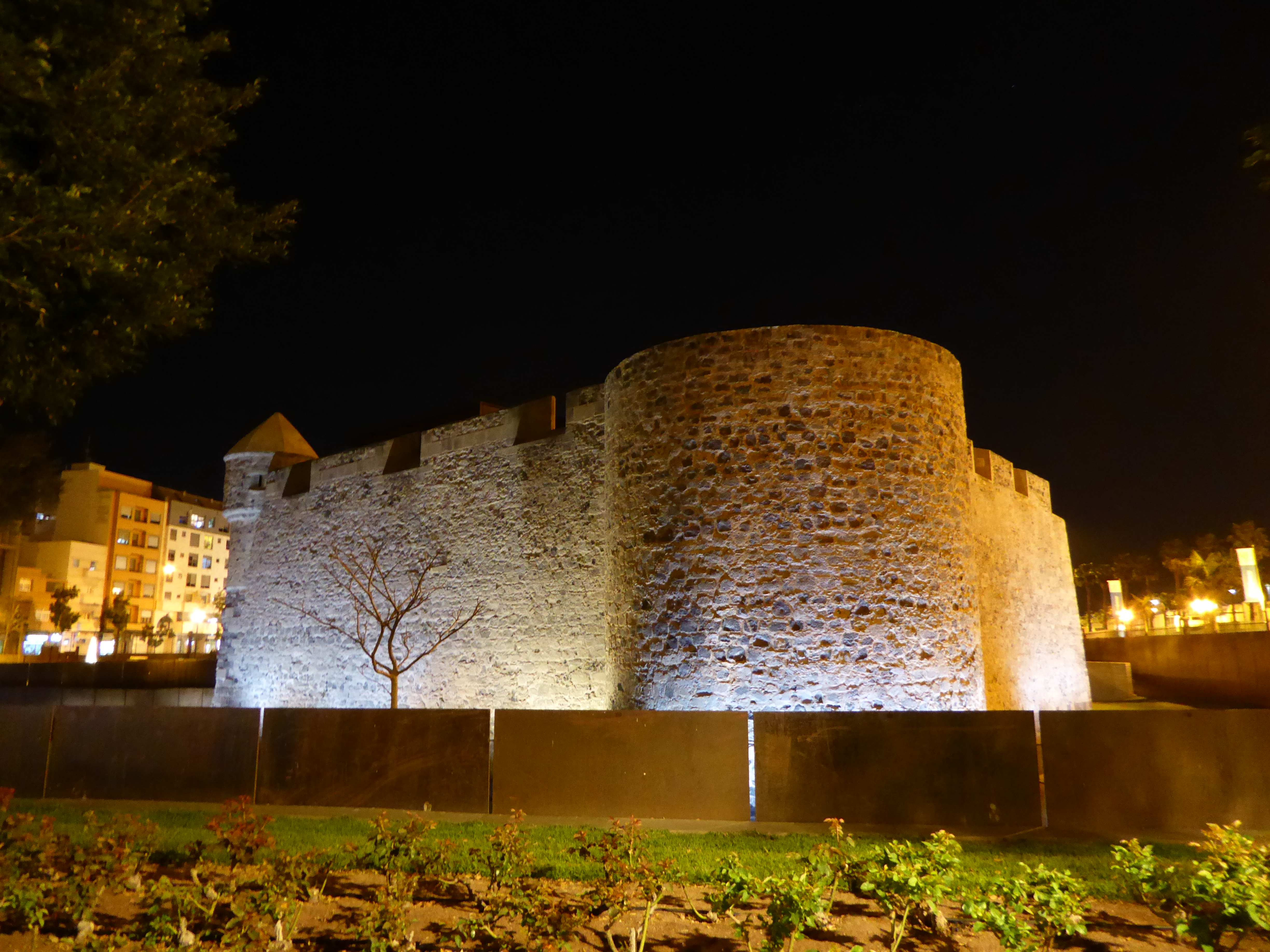
Éjjel, kivilágítva